# Maria Gonța
Maria Gonța (n. 28 aprilie 1967, Catranîc, raionul Fălești, RSS Moldovenească, URSS) este o profesoară din Republica Moldova, deputat în legislatura 2021-2025 a Parlamentului Republicii Moldova, reprezentantă a Partidului Acțiune și Solidaritate (PAS).

## Biografie
Gonța are diplomă de licență în matematică și cibernetică la Universitatea de Stat din Moldova; a terminat studiile în 1989.
În 2007-2014, a fost șefa Centrului metodic din cadrul Direcției generale educație Fălești. Din 2015, timp de doi ani, a fost șefa Secției politici educaționale și management la aceeași Direcție.

### Activitate politică
S-a implicat în politică în 2016.
A candidat cu numărul 40 pe lista Partidului Acțiune și Solidaritate la alegerile parlamentare din 2021 și a acces în parlament.